# L'Alcora
L'Alcora (en valencien) et officiellement Alcora (en castillan), est une commune d'Espagne de la province de Castellón dans la Communauté valencienne. Elle est le chef-lieu de la comarque de l'Alcalatén et est située dans la zone à prédominance linguistique valencienne. Sa population s'éleve à 10 800 habitants en 2013.

## Géographie

Localisation de L'Alcora
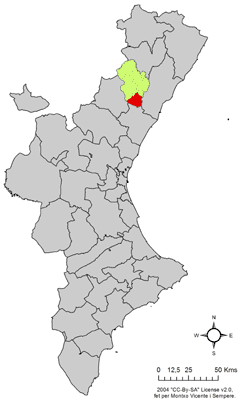
dans la Communauté valencienne.
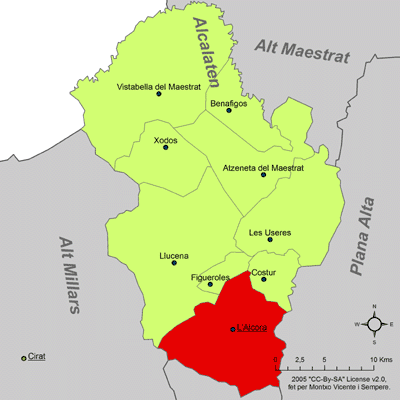
dans la comarque de l'Alcalatén.

Alcora est située dans un paysage accidenté de la Sierra de Alcora et sur les rives de la rivière de même nom.
Son climat est méditerranéen et sec avec une température moyenne annuelle de 16 °C.
Depuis Castellón, on accède à cette localité en prenant la CV-16 et en suite la CV-190.

### Hameaux
L'Alcora comprend les hameaux de :
- Araya
- La Foya
- Urbanización El Pantano

### Localités limitrophes
Son territoire est voisin de Lucena del Cid, Figueroles, Costur, Sant Joan de Moró, Castellón de la Plana, Onda, Ribesalbes et Fanzara, toutes dans la Province de Castellón.

## Histoire
L'Alcora est connu pour sa manufacture de faïence fondée par le comte de Aranda, dont la production est au départ inspirée par celle de la faïence de Moustiers.

## Administration
| Liste des maires |                               |           |         |
| Période          | Identité                      | Parti     | Qualité |
| 1979-1983        | Eugenio Ponz Nomdedeu         | UCD       | -       |
| 1983-1987        | Vicente Sanz Juan             | PSPV-PSOE | -       |
| 1987-1991        | Vicente Sanz Juan             | PSPV-PSOE | -       |
| 1991-1995        | Vicente Sanz Juan             | PSPV-PSOE | -       |
| 1995-1999        | Francisco Javier Tomas Puchol | PP        | -       |
| 1999-2003        | Francisco Javier Tomas Puchol | PP        | -       |
| 2003-2007        | Manuel J. Peris Salvador      | PSPV-PSOE | -       |
| 2007-2011        | Manuel J. Peris Salvador      | PSPV-PSOE | -       |
| Depuis 2011      | Mª Mercedes Mallol Gil        | PP        | -       |

## Démographie
| 1990  | 1992  | 1994  | 1996  | 1998  | 2000  | 2002  | 2004   | 2005   |
| ----- | ----- | ----- | ----- | ----- | ----- | ----- | ------ | ------ |
| 8 394 | 8 405 | 8 384 | 8 662 | 8 788 | 9 106 | 9 575 | 10 084 | 10 297 |

| 2013   | - | - | - | - | - | - | - | - |
| ------ | - | - | - | - | - | - | - | - |
| 10 797 | - | - | - | - | - | - | - | - |